# Сингх, Кхадга Ман
Кха́дга Ман Сингх (непальск. खड्ग मान सिंह /ˈkʰʌɖɡʌ mʌn siŋɦ/; март 1907, Катманду, Королевство Непал — ?) — непальский государственный деятель и дипломат, министр иностранных дел Непала (1952—1953).

## Биография
В 1930—1950 гг. находился в тюрьме за деятельность против режима возглавлявшей более ста лет непальское правительство семьи Рана.
- 1950—1951 гг. — член консультативной ассамблеи,
- 1951—1952 гг. — министр по делам парламента
- 1952—1953 гг. — министр иностранных дел Непала,
- 1964—1972 гг. — член Радж Сабхи (парламента Непала).
- 1974—1981 гг. — посол в Пакистане, а также Иране и Турции (по совместительству).

Автор книг «Джелма Бис Барса», «Джелбахира Халис Барса», «Двадцать лет в тюрьме» (1975) и других.